# Заврагин, Егор Игоревич
Егор Игоревич Заврагин (род. 23 августа 2005, Новосибирск) — российский хоккеист, вратарь.

## Биография
Воспитанник школы «Штурм» (Чик), с 13 лет — в системе ханты-мансийской «Югры». В сезоне 2021/22 дебютировал в команде МХЛ «Мамонты Югры», в начале следующего сезона провёл одну игру за «Югру» в ВХЛ. В сезоне 2023/24 сыграл 17 матчей в ВХЛ и 9 — в МХЛ. На драфте НХЛ 2023 года был выбран в 3-м раунде под общим 87-м номером клубом «Филадельфия Флайерз».
2 мая 2024 года был обменян в СКА. В июле был отдан в аренду в «Сочи», провёл в начале сезона 2024/25 шесть матчей в КХЛ. 10 октября был возвращён в СКА и в домашнем матче против минского «Динамо» (2:4) вышел на третий период, при счёте 0:3 заменив Артемия Плешкова.